# The Past Is Alive (The Early Mischief)
The Past Is Alive è una raccolta del gruppo black metal svedese Dissection, pubblicato nel 1997 da Necropolis Records.
Comprende tracce del primo periodo della band, dal demo The Grief Prophecy e dall'EP Into Infinite Obscurity, oltre a due tracce del precedente complesso di Jon Nödtveidt, i Satanized. È stato in seguito ristampato in versione digipack e jewel case, oltre che nel 2003 da Hammerheart Records con due bonus track.

## Tracce
1. Shadows over a Lost Kingdom – 2:49
2. Frozen – 3:28
3. Feathers Fell – 0:52
4. Son of the Mourning – 3:25
5. Mistress of the Bleeding Sorrow – 4:39
6. In the Cold Winds of Nowhere – 4:01
7. Into Infinite Obscurity – 1:04
8. The Call of the Mist – 3:59
9. Severed into Shreds – 4:27
10. Satanized – 2:54
11. Born in Fire – 2:41

### Bonus track (ristampa2003)[2]
1. Where Dead Angels Lie - 6:09
2. Elizabeth Bathori (Tormentor cover) - 5:03

## Formazione[3][4]
- Jon Nödtveidt - voce (tracce 1 - 9), chitarra elettrica, chitarra acustica
- Per Alexandersson - voce (tracce 10 - 11)
- John Zwetsloot - chitarra (tracce 1 - 7)
- Mattias Johansson - chitarra (traccia 9)
- Johan Norman - chitarra (tracce 10 - 11)
- Peter Palmdahl - basso (tracce 1- 9)
- Thomas Backelin - basso (tracce 10 - 11)
- Ole Öhman - batteria (tracce 1 - 9)
- Tobias Kjellgren - batteria (tracce 10 - 11)

### Crediti[3][4]
- Dave Adelson - design, layout
- Stephen O'Malley - artwork
- A. K. Wilson - artwork
- Frater Nihil - fotografia